# 봄날의 곰을 좋아하세요?
"봄날의 곰을 좋아하세요?"는 2003년에 개봉한 대한민국의 영화이다.

## 캐스팅
- 배두나 : 정현채 역
  - 이봄 : 어린 정현채 역
- 김남진 : 이동하 역
- 윤지혜 : 박미란 역
- 윤종신 : 양지석 역
- 오광록 : 정훈 역
- 이얼 : 박윤호 역
- 이지원 : 윤선옥 역
- 임현경 : 엄소희 역
- 김향숙 : 김낙실(파마머리) 역
- 한재덕 : 황덕우(기관사) 역
- 장유 : 장경돈(기다리는 남자) 역
- 김소연 : 여원선(일명 선녀) 역
- 신태훈 : 홍은남(일명 나뭇꾼) 역
- 엄태웅 : 이영석 역 (우정출연)
- 조상기 : 곽달천(곽 팀장) 역 (우정출연)
- 김홍표 : 윤상민(윤 팀장) 역 (특별출연)
- 한영애 : 김진섭 역 (특별출연)
- 용이 : 방찬호 역 (특별출연)
- 권오중 : 권조걸(코파는 남자) 역 (특별출연)